# Absolut konvergens
Absolut konvergens bruges inden for matematikken til at beskrive en særlig form for konvergens ved uendelige rækker; dvs. uendeligt mange led lagt sammen. Ved absolut konvergens går summen mod en bestemt værdi, når alle leddene antager numeriske, dvs. absolutte værdier. Det gælder da yderligere, at også rækken med ikke-numeriske led konvergerer.

## Matematisk notation
Ved matematisk notation har man en uendelig række:
{\displaystyle \sum _{n=1}^{\infty }a_{n}}
Ved absolut konvergens gælder det, at
{\displaystyle \sum _{n=1}^{\infty }|a_{n}|}
konvergerer eller går mod en bestemt sum. Som følge deraf gælder det yderligere, at
{\displaystyle \sum _{n=1}^{\infty }a_{n}}
også konvergerer.

## Bevis
At rækken konvergerer, når den konvergerer absolut, kan bevises.
Først defineres et hjælpeled {\displaystyle b_{n}} givet ved
{\displaystyle b_{n}=a_{n}+|a_{n}|}
De numeriske led må nødvendigvis være større end eller lig med de ikke-numeriske led. Ligeledes må de numeriske led tilføjet et negativt fortegn være mindre eller lige med den ikke-numeriske led. Dvs.
{\displaystyle -|a_{n}|\leq a_{n}\leq |a_{n}|}
Ud fra udtrykket for {\displaystyle b_{n}} må det gælde, at
{\displaystyle 0\leq b_{n}\leq 2|a_{n}|}
Da rækken af {\displaystyle |a_{n}|} konvergerer, konvergerer rækken med dobbelte led også. Siden summen af leddene {\displaystyle b_{n}} ligger i intervallet mellem denne konvergens og nul, må rækken med {\displaystyle b_{n}} også konvergerer. Ved at lave følgende udtryk for {\displaystyle a_{n}}
{\displaystyle a_{n}=b_{n}-|a_{n}|}
ses det, at leddene {\displaystyle a_{n}} kan udtrykkes ved leddene i konvergente rækker. Altså gælder det, at
{\displaystyle \sum _{n=1}^{\infty }a_{n}=\sum _{n=1}^{\infty }b_{n}-\sum _{n=1}^{\infty }|a_{n}|}
En konvergent sum minus en anden konvergent sum må nødvendigvis give en konvergent sum. Det er hermed bevist, at
{\displaystyle \sum _{n=1}^{\infty }a_{n}}
er en konvergent række, når der er absolut konvergens.

## Fodnoter
1. 1 2 3  Adams, Robert A.; Essex, Christopher. "Sequences, Series, and Power Series", Calculus: A Complete Course (7. udgave), Pearson Canada Inc. 2010, Toronto, s. 520. ISBN 978-0-321-54928-0.